# Алитуски округ
Алитуски округ (литв. Alytaus apskritis) је округ у републици Литванији, у њеном јужном делу. Управно средиште округа је истоимени град Алитус. Округ припада литванској историјској покрајини Џукија.
Површина округа је 5.245 km², а број становника у 2008. године је 177.040 становника.

## Положај
Алитуски округ је унутаркопнени округ у Литванији. Округ је гранични према Пољској на западу и Белорусији на југу. На истоку се округ граничи са округом Вилњус, на северу са округом Каунас и на северозападу са округом Маријамполе.

## Општине
- Алитус град
- Алитус општина
- Варена општина
- Друшкининкај општина
- Лаздијај општина